# Kulturhistoriska museet, Dubrovnik
Kulturhistoriska museet (kroatiska: Kulturno-povijesni muzej) är ett museum i Dubrovnik i Kroatien. Det är inhyst i Rektorspalatset i Gamla stan och är Dubrovniks största museum. I museets innehav finns omkring 10 000 föremål från 1400–1900-talet.

## Samlingar och beskrivning
I museet presenteras den forna republiken Dubrovniks konstnärliga och historiska kulturarv. I femton systematiserade samlingar visas bland annat tidsenliga möbler, målningar, grafiska objekt, textilier, keramik, metaller, fotografier, vapen, vapensköldar, medaljer och mynt.
I det kulturminnesmärkta Rektorspalatset tillåts museibesökare besöka de autentiska rum och miljöer som användes av den forna republikens rektor och statsledning. Besökare tillåts bland annat besöka byggnadens centrala utrymme, de forna statliga kontoren, rättssalen och fängelset, kapellet, festsalen och rektorns privata lägenhet.

## Historik

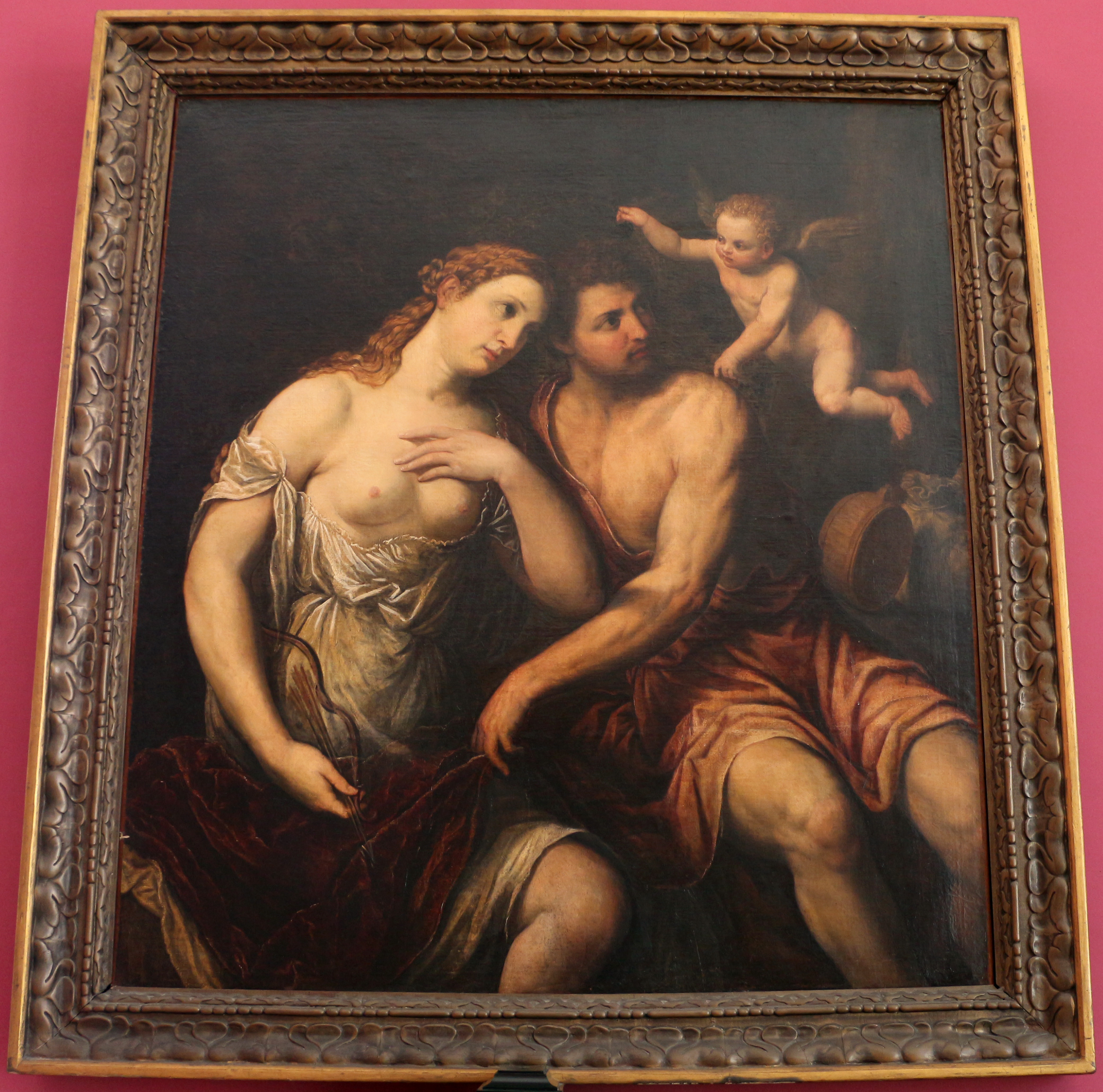
Venere e Adone, en målning av Paris Bordone i museets samling.

Kulturhistoriska museet spår sina anor från det forna Patriotiska museet som ursprungligen etablerades år 1872 i det då österrikisk-ungerska Dubrovnik. I det forna museets innehav fanns en liten konstsamling av kulturhistorisk karaktär. Det var först efter andra världskrigets slut som en mer systematisk insamling av föremål tillkom på initiativ av den förste chefen för kulturhistoriska avdelningen, Božo Glavić. Det var även på Glavićs initiativ som samlingen flyttades till Rektorspalatset där den år 1950 öppnade för allmänheten.